# Rilindja
Rilindja (název v češtině doslovně znamená renesanci, či obrodu) je kosovský deník, který vychází v albánštině. Jeho první číslo vyšlo 12. února 1945 v Prizrenu. Jeho redakce byla zprvu společná i s dalším, tentokrát srbskojazyčným deníkem Jedinstvo. Rilindja měla během své více než šedesátileté existence značný vliv na rozvoj albánské kulturní elity v Kosovu.
Až do svého šedesátého čísla vycházely noviny v Prizrenu, poté se redakce přemístila do Prištiny. Zprvu byly vydávány čtyři čísla týdně, později vycházela Rilindja každý den. Pod jejími křídly vzniklo později i vydavatelství, tiskařství, síť knihkupectví a další. Jen během prvního desetiletí se portfolio Rilindje rozšířilo z jednoho titulu na jedenáct; kromě původního deníku vycházely i časopisy „Jeta e re“, „Përparimi“ (1955), „Fjala“, „Pionieri“ (1949), „GEP-i“, „Shkëndija“, „Kosovarja“, „BAT-i“, „Thumbi“ a „Bujku“.
V roce 1956 byl editor deníku Rilindja Nijazi Maljoku odsouzen v tzv. Prizrenském procesu za špionáž pro Albánii a USA. Redakci deníku i nadále jugoslávští komunisté příliš nedůvěřovali, na četné její členy vedla tajná policie UDBa spisy[zdroj?] a novináři, spolupracující s Rilindjí, byli odposloucháváni.
Jugoslávský komunistický režim činnost Rilindje štědře financoval ve snaze zvýšit svůj vliv na dlouhodobě k němu nepřátelsky naladěné albánské obyvatelstvo. Z Rilindje se staly přední noviny v Kosovu, vycházející v albánském jazyce. Mnozí Albánci jim však příliš nedůvěřovali, neboť je považovali za médium ovládané z Bělehradu.[zdroj?]
V 80. letech se ve vedení deníku dostali k moci lidé, kteří otevřeně prosazovali statut Kosova jako sedmé republiky Jugoslávie.[zdroj?] Něco takového vnímal tehdejší režim jako velmi nebezpečné. V srpnu 1990 byl proto list zakázán a namísto něj vycházely noviny pod názvem Bujku (farmář).